# Ziggy Star
Ziggy Star (Mesa, Arizona; 20 de abril de 1994) es una actriz pornográfica y modelo erótica estadounidense.

## Biografía
Ziggy Star, nombre artístico homenajenado al personaje creado por David Bowie, nació en la localidad de Mesa, en el estado de Arizona. Trabajó como masajista terapéutica. En 2014 abandonó la profesión para debutar como actriz pornográfica a los 20 años de edad, rodando su primera escena, una de sexo lésbico, el 31 de diciembre.
Como actriz, ha trabajado para productoras como Zero Tolerance, Kink.com, Juicy Entertainment, Kick Ass Pictures, Wicked Pictures, Evil Angel, Hustler, Pure Play Media, Girlfriends Films, Girlsway, Mofos, Tushy, Reality Kings o Elegant Angel.
En 2017 y 2018 recibió sendas nominaciones en los Premios AVN en la categoría de Mejor escena de sexo en realidad virtual por las películas Valentines Day Surprise y Slutty Stepsisters.
Ha aparecido en más de 200 películas como actriz.
Algunas películas suyas son Amazing Orgy 3, Babysitter Orgy, Dirty Money, Freak In the Streets 2, Girls Loving Girls 2, Indiscretions, Lesbian Anal Sex Slaves 2, Mick's Anal Teens 2, Orgy Heroes, Parodies Awaken, Squirt Gasms 3 o When Girls Play 3.

## Premios y nominaciones
| Año  | Ceremonia         | Resultado | Premio                                   | Trabajo                 |
| ---- | ----------------- | --------- | ---------------------------------------- | ----------------------- |
| 2017 | Premios AVN       | Nominada  | Mejor escena de sexo en realidad virtual | Valentines Day Surprise |
| 2017 | Premios AVN       | Nominada  | Premio fan: Culo más épico               | —                       |
| 2017 | Spank Bank Awards | Nominada  | Creampied Cutie of the Year              | —                       |
| 2017 | Spank Bank Awards | Nominada  | Most Luscious Labia                      | —                       |
| 2017 | Spank Bank Awards | Nominada  | Supreme Majesty of the Stripper Pole     | —                       |
| 2018 | Premios AVN       | Nominada  | Mejor escena de sexo en realidad virtual | Slutty Stepsisters      |
| 2018 | Spank Bank Awards | Nominada  | Customs Specialist of the Year           | —                       |
| 2018 | Spank Bank Awards | Nominada  | Fun Sized (Spinner of the Year)          | —                       |
| 2018 | Spank Bank Awards | Nominada  | VR Star of the Year                      | —                       |
| 2019 | Premios AVN       | Nominada  | Premio fan: Culo más épico               | —                       |